# Leptogyropsis kaltanae
Leptogyropsis kaltanae är en snäckart som beskrevs av B.A. Marshall 1988. Leptogyropsis kaltanae ingår i släktet Leptogyropsis och familjen Skeneidae. Inga underarter finns listade i Catalogue of Life.